# 마트 (알바니아)
마트(알바니아어: Mat, 라틴어: Mathis)은 알바니아 북부 디버르 주에 위치한 지방자치체이다. 2015년에 Baz, Burrel, Derjan, Komsi, Lis, Macukull, Rukaj, Ulëz 구 지방자치체가 통합되어 설립되었다. 이 지방자치체의 중심지는 Burrel이라는 코뮌이다. 총 인구는 27,600명(2011년 인구 조사 기준)이며, 총 면적은 493.81 km²이다.

## 개요

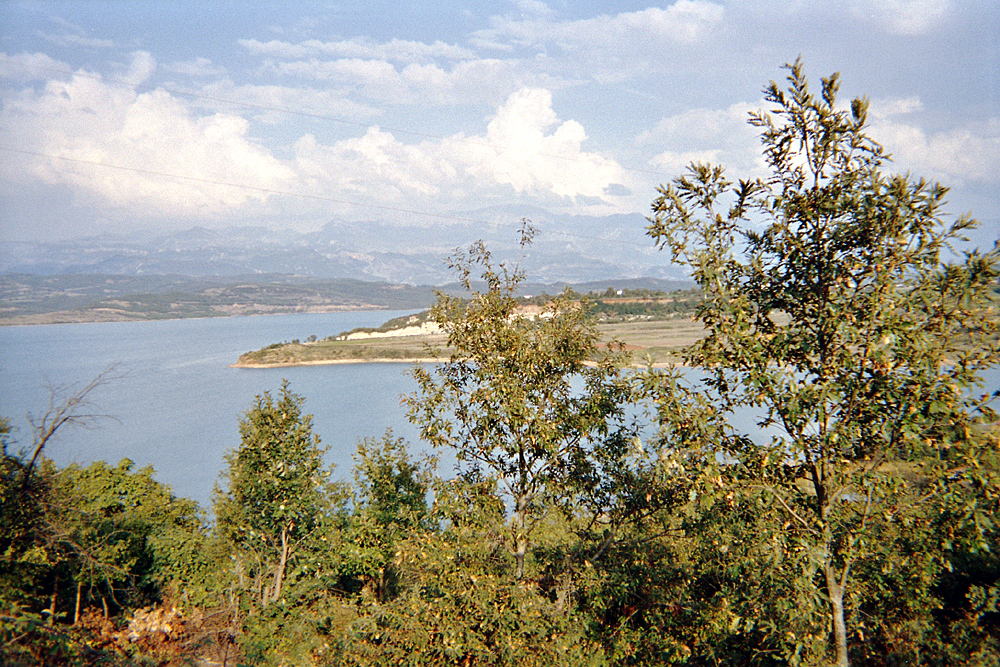
북부 마트 계곡의 Ulza(Ulzë) 호수

이 지방자치체는 마트강의 중간 부분에 위치해 있다. 이 지방자치체는 이전 마트 현의 북부를 포함하고 있으며, 남부는 현재 클로스의 일부가 되었다. 이 지역은 주로 산과 언덕으로 구성되어 있으며, 이는 오직 밀로트와 페슈코피를 연결하는 National Road 6(SH6)에 의해서만 개통 되어있다.
이 지역은 동쪽과 서쪽에 산맥으로 둘러싸여 있다. 마트강은 이 지역 내 두 곳에서 댐이 있어 Ulza(Ulzë) 호수와 더 작은 쇼코펫 호수를 형성하고 있다. 또한, 이 지방자치체는 Zall Gjoçaj National Park의 일부와 Lake Ulza Nature Park를 포함하고 있다.
마트에서 유명한 출신 인물로는 알바니아의 조그 1세가 있는데, 그는 마트 북부에 있는 마을 Burgajet에서 태어났다.

## 같이 보기
- 마트현

### 참고문헌
- Elsie, Robert (2010). 《Historical Dictionary of Albania》 (PDF). Historical Dictionaries of Europe 75 2판. Scarecrow Press. 255쪽. ISBN 978-0810861886. 2014년 10월 6일에 원본 문서 (PDF)에서 보존된 문서.
- Matzinger, Joachim (2009). 〈Shqiptarët si pasardhës të ilirëve nga këndvështrimi i gjuhësisë historike〉.   Schmitt, Oliver Jens; Frantz, Eva Anne. 《Historia e Shqiptarëve: Gjendja dhe perspektivat e studimeve》 (알바니아어). 번역 Pandeli Pani and Artan Puto. Botime Përpjekja. ISBN 978-99943-0-254-3.